# Hang Liang Bua
Liang Bua là một hang động đá vôi trên đảo Flores ở Đông Nusa Tenggara, Indonesia.
Tháng 9 năm 2003, tại hang Liang Bua ở miền tây Flores, các nhà cổ nhân loại học đã phát hiện các bộ xương nhỏ mà được họ miêu tả như là một loài trước đây chưa biết thuộc chi Người, với danh pháp Homo floresiensis. Những bộ xương này được gọi không chính thức là hobbit (người lùn tưởng tượng) và dường như khi đứng thẳng chỉ cao khoảng 1 m. Bộ xương còn nguyên vẹn nhất (LB1) có niên đại khoảng 18.000 năm. Miêu tả về một loài mới đã được công bố, nhưng hiện vẫn bị các nhà nghiên cứu khác tranh cãi khi họ cho rằng những người cổ đại này có thể chỉ đơn thuần là chịu những rối loạn trong phát triển.

## Palaeofauna
- Homo floresiensis,
- Stegodon florensis insularis, dwarfed Stegodontid proboscidean
- Papagomys theodorverhoeveni, chuột khổng lồ
- Papagomys armandvillei, chuột khổng lồ
- Varanus komodoensis, thằn lằn varanid khổng lồ
- Leptoptilos robustus, một marabou stork khổng lồ.